# Batalla de Évora (1808)
La Batalla de Évora tuvo lugar el 29 de julio de 1808 en Évora, Portugal, como parte de la Guerra Peninsular Portuguesa y la Guerra de la Independencia Española. Se opuso a la división francesa del general Louis Henri Loison un ejército hispano-portugués dirigido por el general Francisco de Paula Leite de Sousa. Las tropas imperiales se enfrentaron con el pequeño cuerpo de Leite cerca de Évora y lo dispersaron fácilmente, luego asaltaron la ciudad y masacraron a los defensores portugueses. A continuación y como era costumbre entre la soldadesca francesa, la ciudad fue saqueada. Por su comportamiento brutal en Évora, al general Loison se le conoció en Portugal como Maneta ("el pingüino").
En noviembre de 1807 un ejército francés, comandado por el general Jean-Andoche Junot, invadió Portugal con el apoyo de los españoles. La ocupación continuó hasta el levantamiento del Dos de Mayo contra los franceses en Madrid, que a su vez, inmediatamente arrastró a Portugal a la rebelión. Abandonando el norte y el sur del país, las tropas de Junot concentraron sus fuerzas alrededor de Lisboa. En julio de 1808 Junot envió al general Loison para apoyar a la guarnición de Elvas sitiada por los portugueses. Después de derrotar al contingente hispano-portugués en Évora, Loison llegó a Elvas, pero Junot lo llamó urgentemente para enfrentarse a la fuerza expedicionaria británica del general Wellesley, que acababa de desembarcar cerca de Lisboa.

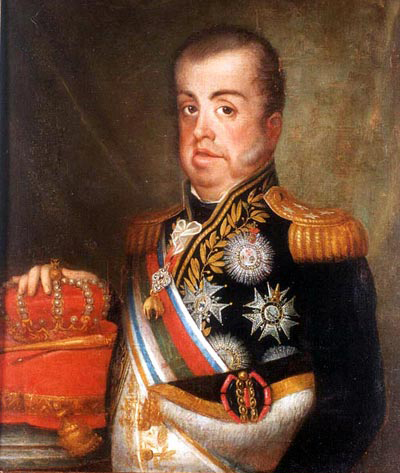
El rey Juan VI de Portugal. Óleo sobre tabla de Jean-Baptiste Debret, 1816.

## Contexto

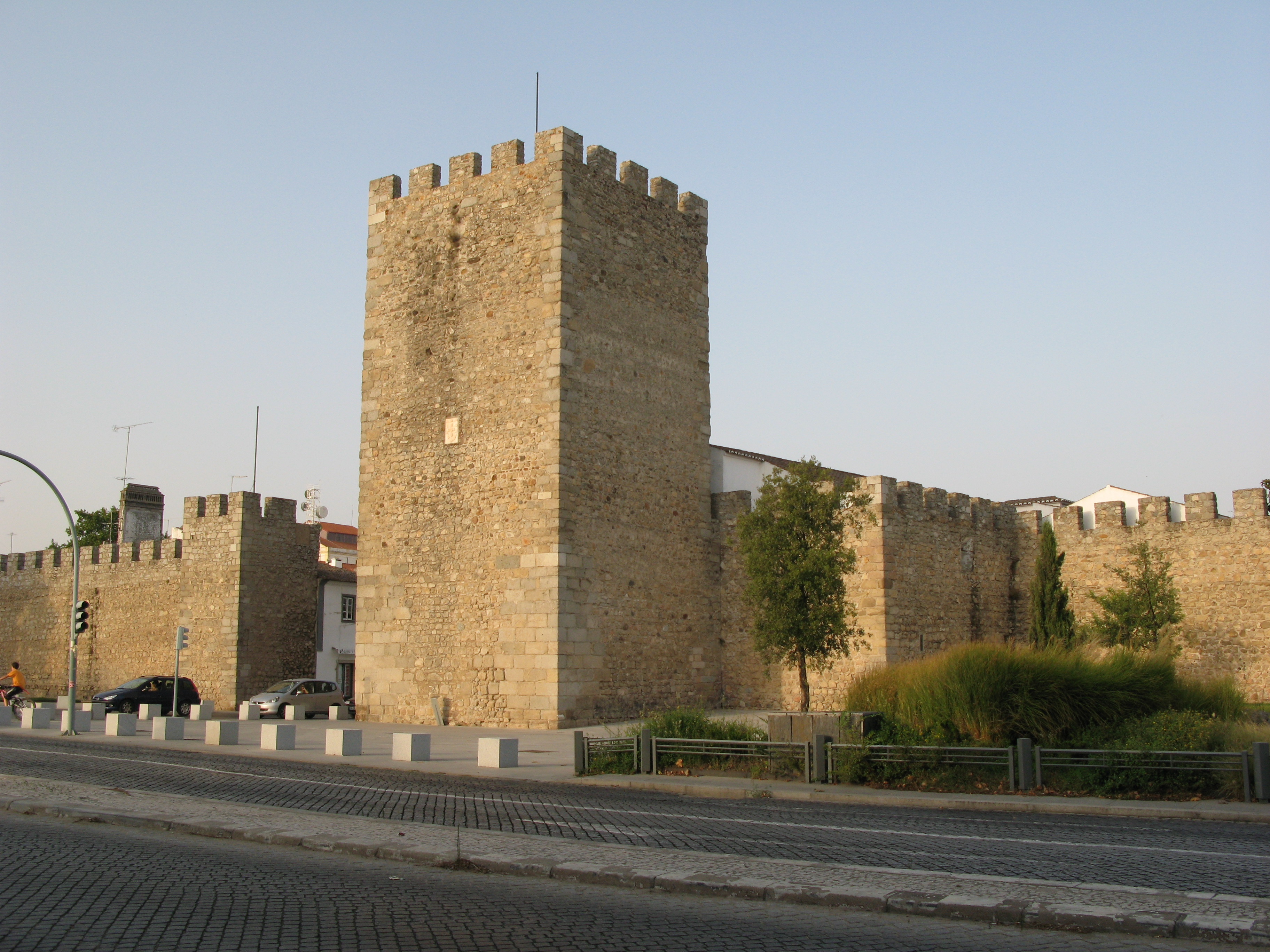
Muralla de Évora

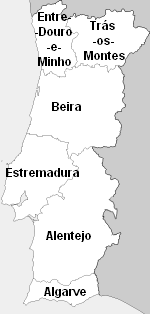
Provincias de Portugal in 1808

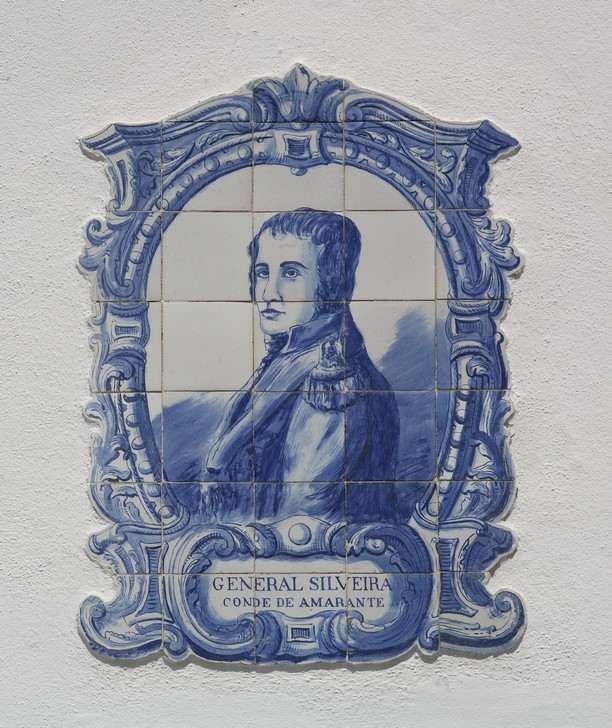
Francisco Silveira

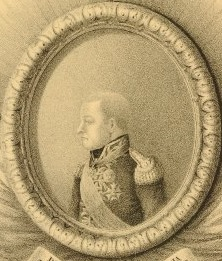
El general Leite de Sousa

En julio de 1807 el emperador Napoleón I firmó por primera vez con el zar Alejandro el Tratado de Tilsit, que puso fin a la Guerra de la Cuarta Coalición. Mientras que el Reino de Prusia estaba aislado de la mayor parte de su territorio, el Imperio Ruso se alió con Francia. Este triunfo permitió a Napoleón considerar el caso de Portugal, donde el rey Juan VI se negó a aplicar el Bloqueo Continental contra el comercio británico.
El 19 de julio el embajador francés emitió un ultimátum al gobierno portugués. El 2 de agosto se crea el 1er cuerpo de observación de Gironda al mando del general Junot. El príncipe regente inicialmente rechazó varias de las cláusulas del ultimátum, pero ante la amenaza del ejército de Junot, Juan VI finalmente accedió a casi todas las condiciones impuestas por el Emperador. Junot se encontraba entonces de paso por España con veinticinco mil hombres. Cuando Napoleón le informó que los portugueses habían aceptado finalmente declarar la guerra al Reino Unido, ya era demasiado tarde: a pesar de las dificultades que fue encontrando por el camino, Junot entró en Lisboa el 30 de noviembre de 1807.
Siguiendo un plan previamente concertado, el Príncipe Regente y su Corte (incluida la mayoría de los funcionarios del Gobierno y sus familias, en un total de unas 15.000 personas) se embarcaron en la Flota portuguesa y escaparon a Brasil, escoltados por la escuadra de inglesa del almirante Sir Sidney Smith, poco antes de que los franceses llegaran a Lisboa. Los soldados de Junot no encontraron ninguna resistencia seria, pero muchos de ellos murieron en el camino y otros fueron linchados por el iracundo campesinado portugueses. Un primer motín estalló en Lisboa el 13 de diciembre, pero fue fácilmente sofocado por los ocupantes. Tras este hecho, Junot disolvió el ejército portugués e impuso fuertes impuestos, lo que provocó el descontento de la población.

## Rebelión portuguesa
En la primavera de 1808 la posición de Junot en Portugal se mantenía relativamente segura. Su ejército había sido reforzado por 4.000 soldados que acudieron en gran parte para compensar a los hombres perdidos durante la invasión. De las tres divisiones españolas aliadas con los franceses y que habían apoyado la marcha de Junot, las tropas del general Solano regresaron a Andalucía; El general Carrafa permaneció en la región de Lisboa con 7.000 hombres mientras que el general Belesta ocupó Oporto con más de 6.000 españoles. La disolución del ejército nacional, la huida de las clases dominantes a Brasil y el sometimiento de las autoridades civiles a los franceses llevaron a la población portuguesa a aceptar silenciosamente la ocupación.
Debido al bloqueo británico, ahora era imposible para los puertos lusitanos vender sus mercancías a Inglaterra o Brasil. Los franceses reclutaron 10.000 personas para trabajar en los arsenales y astilleros, pero las calles de Lisboa pronto se llenaron de un gran número de desempleados que vivían en la pobreza. Un despacho de Napoleón que llegó en mayo ordenó a Junot que enviara un contingente de 4.000 hombres a Ciudad Rodrigo para apoyar al mariscal Bessières en el norte de España, así como 8.000 soldados más para contactar con el general Dupont en Andalucía; estas fueron las últimas instrucciones enviadas al ejército de Portugal desde París.
El levantamiento del Dos de Mayo en Madrid contra los franceses cambió por completo la situación. Cuando la noticia de la revuelta llegó a Oporto el 6 de junio de 1808, Belesta apresó al general Quesnel con su estado mayor y escolta y los trató como prisioneros de guerra. El comandante español luego reunió a las autoridades de la ciudad y les animó a formar un gobierno antifrancés. Obedeciendo fielmente las órdenes de la junta gallega, Belesta retiró sus tropas para unirse a los demás ejércitos españoles. Pero, una vez que los soldados se fueron, la administración portuguesa no tomó ninguna medida a favor del levantamiento. Algunos funcionarios incluso escribieron a Junot para expresar su lealtad, y el gobernador militar decidió retirar la bandera nacional de la ciudadela. Este comportamiento no fue el mismo en todas partes. Así, la provincia de Trás-os-Montes se levantó entre el 9 y el 12 de junio; en Braganza, el general Sepúlveda fue nombrado comandante en jefe y el coronel Francisco Silveira fue nombrado gobernador de Vila Real.
Informado de la deserción de Belesta el 9 de junio, Junot planeaba dejar fuera de combate a la división de Carrafa. Convocado al cuartel general francés, Carrafa fue arrestado mientras sus tropas estaban revisando o inspeccionando ciertas posiciones, antes de ser repentinamente rodeadas por las tropas francesas y apresadas. Sólo el regimiento de caballería n.º 2, Reina, cuyo coronel no había obedecido las órdenes recibidas, logró escapar a Oporto. Parte de los regimientos de infantería Murcia y Valencia también optaron por marchar a Badajoz. La estrategia de Junot logró, sin embargo, neutralizar a los 6.000 soldados de la división Carrafa que se agrupaba en el puerto de Lisboa, con órdenes para los oficiales franceses a cargo de los fuertes de hundir los barcos en caso de un intento de huida de los prisioneros. Estos últimos solo fueron liberados después de la firma del Convenio de Sintra.
El 16 de junio, la rebelión se extendió al sur del país con el levantamiento de la población de Olhão contra los franceses . El día 18, los habitantes de Faro hicieron lo mismo y el gobernador francés del Algarve, el general Antoine Maurin, y 70 soldados fueron capturados y luego transportados a bordo de un buque de guerra británico. El coronel Jean-Pierre Maransin reunió luego dos batallones de infantería estacionados en el Algarve (es decir, 1.200 hombres) y se retiró a Mértola sin ser hostigado por los insurgentes.

## Respuesta francesa

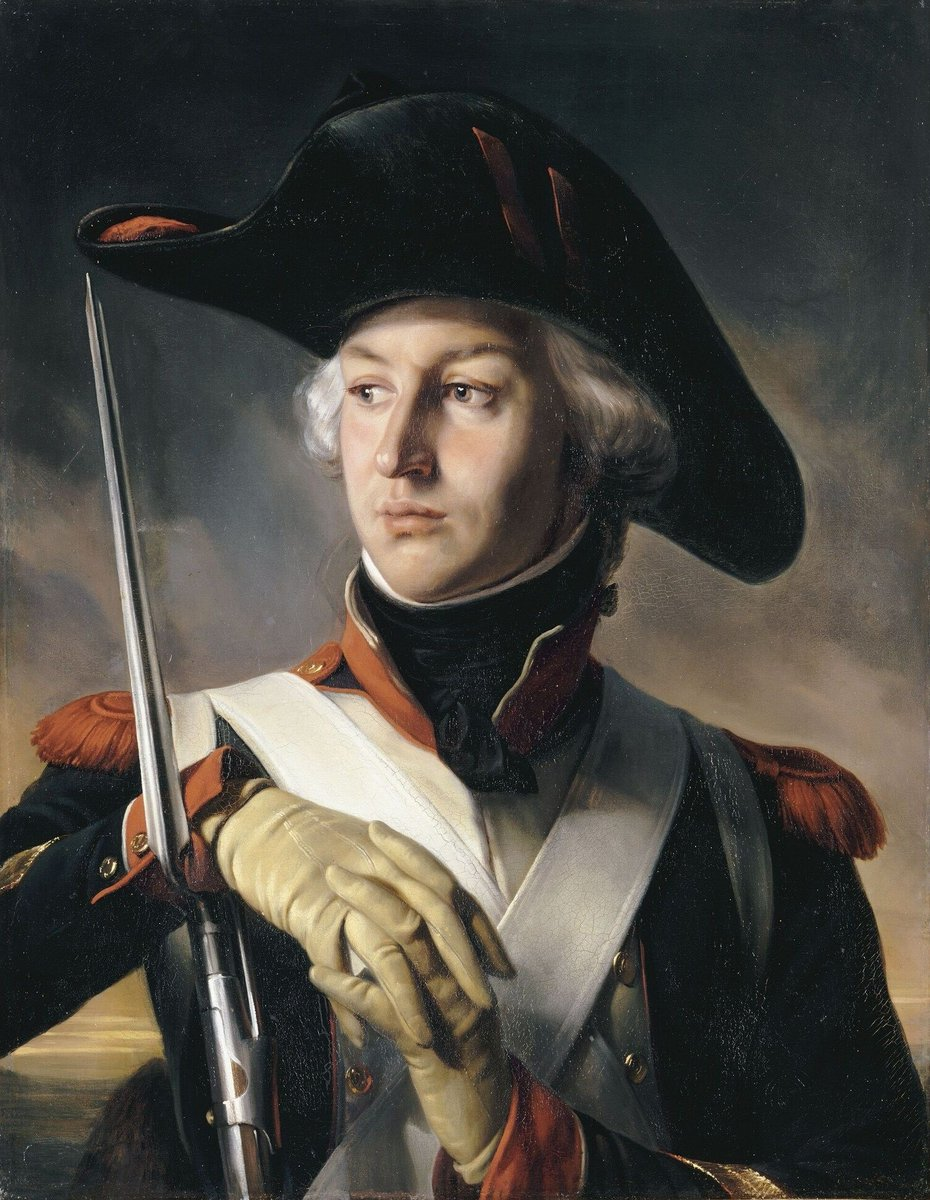
Jean-Andoche Junot

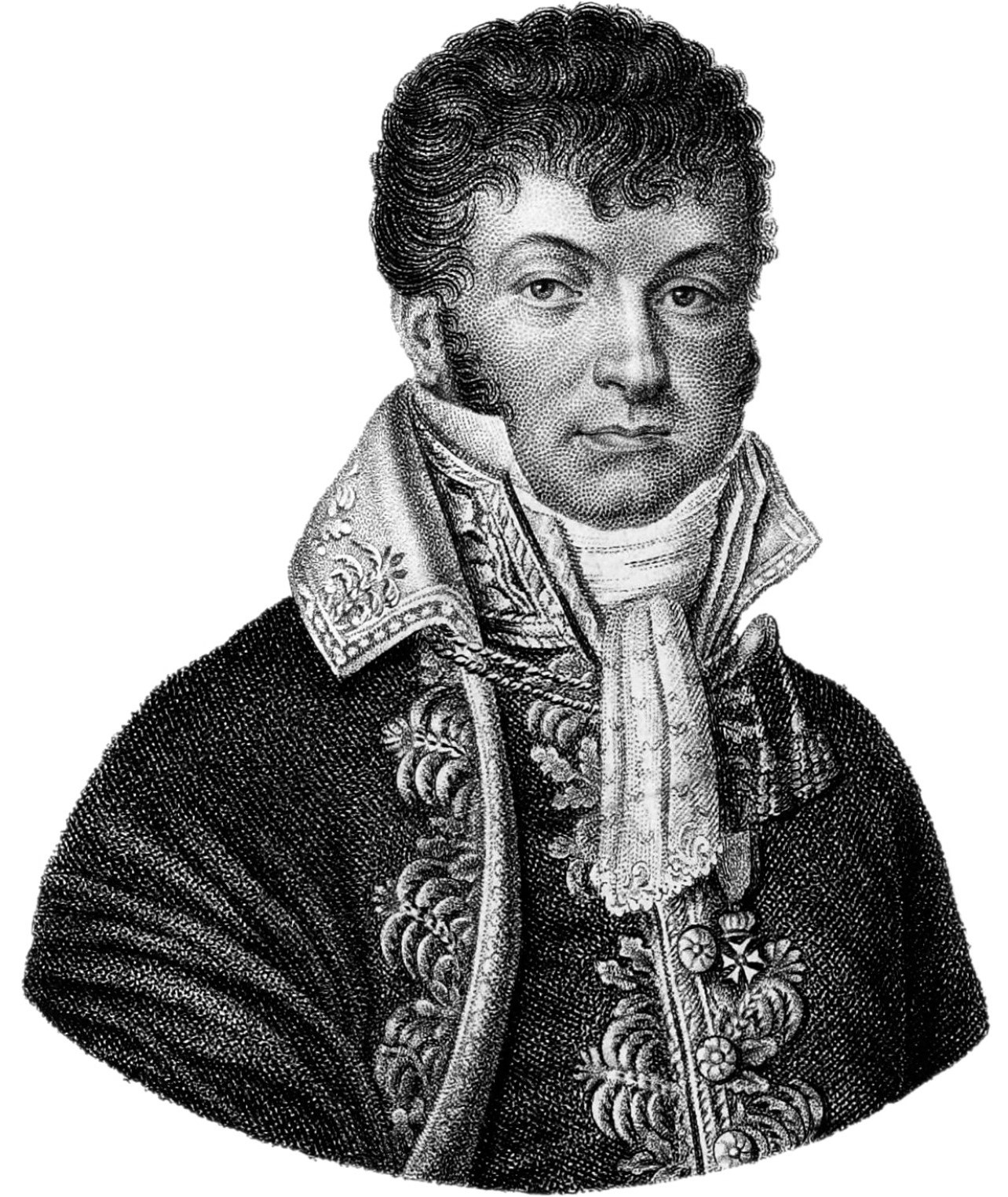
Louis Henri Loison

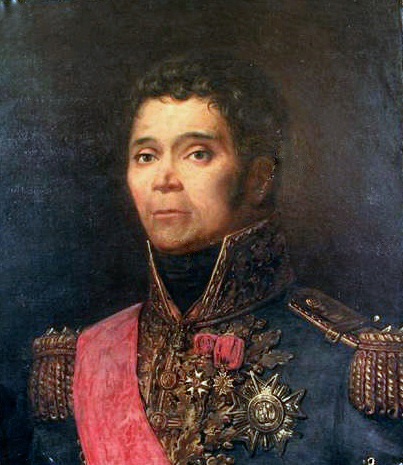
François de Kellermann

La posesión de Lisboa , la ciudad más grande del país que también albergaba su único arsenal significativo, representó una gran ventaja para Junot frente a los portugueses. De todas las ciudades portuguesas, la capital era de hecho la única capaz de proporcionar el equipo y los suministros necesarios para la formación de un ejército. Sin embargo, la posición de Junot se complicó por la presencia del escuadrón ruso del almirante Seniavine en el puerto de Lisboa. Este último prometió defenderse en caso de un ataque de la flota británica, pero se negó por otro lado a desembarcar a sus marineros en tierra para ayudar a los franceses. Seniavine señaló además que su país no estaba en guerra con Portugal, pero su neutralidad no le impidió recurrir en gran medida a las limitadas reservas de alimentos de Junot.
Cumpliendo con las órdenes de Napoleón, Junot envió al general de brigada Jean-Jacques Avril con 3.000 hombres en dirección a Badajoz . Avril partió, pero a orillas del Guadiana se encontró con un cuerpo de milicianos españoles apoyados por la artillería. Tras ser informado de que su colega Dupont no había pasado por Córdoba y de que se habían avisado de numerosas tropas españolas en los alrededores de Badajoz, el general francés se retiró a Estremoz en la región de Alentejo. El 12 de junio, el general de división Louis Henri Loison abandonó las inmediaciones de Almeida y se dirigió a la provincia de Beira con una brigada de infantería. Expulsó a la guarnición española del Fuerte Concepción y llegó a las afueras de Ciudad Rodrigo, pero se enteró de que la ciudad estaba fuertemente defendida. Ane la imposibilidad de contar con el apoyo del mariscal Bessières, que estaba demasiado lejos, Loison regresó a Almeida el día 15 para enterarse de que Oporto estaba al borde de la rebelión. El general reunió entonces a 2.000 hombres y algunos cañones y marchó hacia Oporto, pero el 21 de junio los franceses fueron emboscados por guerrilleros. Loison, juzgando que sus tropas eran demasiado débiles, no insistió y se retiró a Almeida.
Mientras tanto, estallaron disturbios en Lisboa durante la celebración anual del Corpus Christi el 16 de junio. Junot, que había autorizado la celebración de las fiestas, tenía 15.000 soldados desplegados para evitar cualquier intento de rebelión. Mientras la procesión religiosa avanzaba normalmente por las calles de la ciudad, la multitud repentinamente entró en pánico y empujó las filas de soldados. Se puso en batería la artillería y se dispuso a disparar contra la población, pero Junot, mostrando gran compostura en esta ocasión, logró despejar las calles y calmar a los habitantes, exigiendo luego que la procesión reanudara su curso habitual. La intervención de Junot había ayudado a prevenir una masacre, pero Lisboa seguía sumida en la confusión. Sobre todo, una flotilla británica que transportaba una fuerza expedicionaria comandada por el general Spencer merodeaba frente a la costa. Spencer tenía solo 5,000 hombres, pero Junot desconocía la inferioridad de su oponente.
El 18 de junio estalló una revuelta en Oporto que obligó a las autoridades a declararse a favor de la rebelión. Se estableció una junta suprema y se nombró al obispo de Oporto como su jefe. Las juntas secundarias de Braganza y Vila Real tuvieron que remitirse a la junta de Oporto para tomar decisiones. La Junta recuperó los regimientos de infantería 2.º, 12.º, 21.º y 24.º, el 6.º de Cazadores, y el 6.º, 11.º y 12.º regimientos de Caballería. La Junta solo pudo conseguir armamento para los 5.000 soldados regulares comandados por Bernardim Freire de Andrade, pero sumó entre  12.000 y 15.000 milicianos a favor de la causa.
El 25 de junio de 1808, Junot y sus generales decidieron abandonar las provincias del norte y del sur para defender el centro de Portugal, por considerar que la retirada a través de España era demasiado arriesgada. Los franceses tomarían las fortalezas de Almeida, Elvas y Peniche y concentrarían el ejército alrededor de Lisboa. Las órdenes fueron transmitidas a los distintos comandantes franceses: Loison en Almeida, Avril en Estremoz, Maransin en Mértola y el general François Étienne Kellermann en Elvas. Marasin, que ya estaba camino de Lisboa antes de que llegaran las órdenes, tomó fácilmente Beja. Unos cuantos mensajeros fueron capturados o muertos en el camino por la guerrilla portuguesa. Un informe confirmó que solo uno de los 20 correos enviados al general Loison había llegado a su destino.
El 22 de junio Avril marchó contra Villaviciosa, donde una compañía (la 86.ª línea) estaba sitiada por los lugareños. Las tropas francesas derrotaron a los portugueses y entregaron la ciudad al saqueo. Kellermann dejó un batallón de 2.º regimiento suizo y cuatro compañías de la 86.ª línea, un total de 1400 hombres, guarneciendo Elvas y regresó por el oeste a Lisboa. En el camino, se cruzó con los soldados de Avril en Estremoz y los de Maransin en Évora. Dejó una brigada al mando del general Jean François Graindorge en Setúbal y llegó a la capital sin incidentes.
Mientras tanto, Loison dejó en Almeida una guarnición de 1.200 hombres que no podían combatir en campo abierto. Abandonó la ciudad el 4 de julio con el resto de sus tropas y llegó a Abrantes una semana después. Los soldados franceses fueron acosados a lo largo de la ruta, tanto que en Guarda, la resistencia de la población determinó a Loison saquear el lugar y prenderle fuego. Cerca de 200 soldados imperiales murieron durante la marcha, en su mayoría rezagados ejecutados por los campesinos. Loison procedió sistemáticamente a la destrucción de las aldeas encontradas, lo que le valió el sobrenombre de Maneta ("el Pingüino") y fue maldecido durante años por la población portuguesa. A finales de junio, la insurrección se extendió a Coimbra. Un contingente dirigido por un estudiante, Bernardo Zagalo, se presentó bajo los muros de Figueira da Foz y capturó la pequeña guarnición francesa. Poco después, Freire desplegó sus 5.000 soldados al sur del río Mondego. El 5 de julio Junot ordenó al general Pierre Margaron que marchara al encuentro de los portugueses con 3.000 hombres para reprimir la rebelión al sur del Modengo, mientras él mismo supervisaba la concentración de 24.000 soldados alrededor de la capital en la segunda semana de julio.

## Batalla
Julio de 1808 fue un mes tranquilo porque nadie se movió. A finales del mes, Junot le pidió a Loison que se abriera camino hacia Elvas. El general marchó a la cabeza de un contingente formado por el 4.º y 5.º  regimientos de dragones provisionales (1.248 hombres), dos batallones de granaderos (1.100 hombres), doce compañías del 1er y 2.º batallón de la 86.ª línea (1.667 hombres), el 1er batallón legión de Hannover (804 hombres), y 3er batallón de la 12.ª infantería ligera (1.253 hombres), el 15.º de la infantería ligera (1.305 hombres) y la 58.º línea (1.428 hombres). Todo ello suponía un total de 8.805 hombres, pero el historiador Charles Oman subraya que de este total hay que restar 1.200 soldados de las compañías de granaderos destacados en otros puntos, lo que significa que Loison contaba con más de 7.000 hombres apoyado por ocho piezas de artillería. Para Smith, Loison contaba con 8.800 hombres que salieron de Lisboa el 25 de julio.
Mientras tanto, la junta de Alentejo había establecido su cuartel en Évora. Su general, Francisco de Paula Leite de Sousa, tuvo muchos problemas para armar un pequeño ejército. El 29 de julio de 1808, las tropas de Loison llegaron a las proximidades de Évora cruzándose en su camino con un contingente hispano-portugués. Leite tenía bajo su mando batallón y medio de infantería portuguesa y 120 jinetes. Desde Badajoz, el coronel Moretti trajo de refuerzo un batallón y medio de infantería española, el regimiento de húsares María Luisa N.º 5 y siete cañones de campo. Detrás de ellos, en Évora aguardaban sus habitantes armados con escopetas de caza y picas. Los dos comandantes aliados podían contar así con unos 2.900 hombres.
La decisión de Leite y Moretti de luchar en campo abierto en lugar de refugiarse en tras las murallas de Évora fue un grave error. La línea de batalla hispano-portuguesa se rompió bajo la carga francesa. Los húsares españoles huyeron apresuradamente junto con el general Leite. La infantería logró reagruparse dentro de la ciudad, pero los franceses irrumpieron desde todos los lados y masacraron a los mal armados defensores, así como a un gran número de no combatientes. Sin oposición alguna, la sodadesca francesa saqueó brutalmente la ciudad. El historiador William Francis Patrick Napier señala, sin embargo, que durante su retirada, los españoles se comportaron con la población portuguesa peor que los franceses.
El general Foy estimó las pérdidas hispano-portuguesas en 2.000 hombres. Para Paul Thiébault hubo 8.000 bajas entre os defensores lo que el historiador Charles Oman considera excesivo. En la parte francesa solo hubo 90 muertos y 200 heridos. El primero de agosto Loison reanudó su camino hacia Elvas donde encontró una gran cantidad de milicianos que estaban sitiando el lugar. Recibió un mensaje de Junot ordenándole que se uniera a él lo antes posible después del desembarco de una fuerza expedicionaria británica bajo las órdenes del general Arthur Wellesley el mismo día. Loison inmediatamente se retiró de Elvas y regresó a Lisboa. En el camino dejó a la legión de Hannover en Santarém.